# オットー・ヴィルヘルム・トーメ
オットー・ヴィルヘルム・トーメ（Otto Wilhelm Thomé、1840年 - 1925年）はドイツの植物学者である。1885年に出版された『ドイツ、オーストリア、スイスの植物』（または『学校や家庭のためのドイツ、オーストリア、スイスの植物』：原題"Flora von Deutschland, Österreich und der Schweiz in Wort und Bild für Schule und Haus")の著者として知られる。
ケルンに生まれた。約700の図版が含まれる4巻の『ドイツ、オーストリア、スイスの植物』はドイツ、1885年にテューリンゲン州のゲーラで出版された。ヴァルター・ミグラ（Walter Migula）の記述を加えられて"Kryptogamen-Flora von Deutschland, Deutsch-Österreich und der Schweiz"として1903年に再刊された。

## 著書の画像

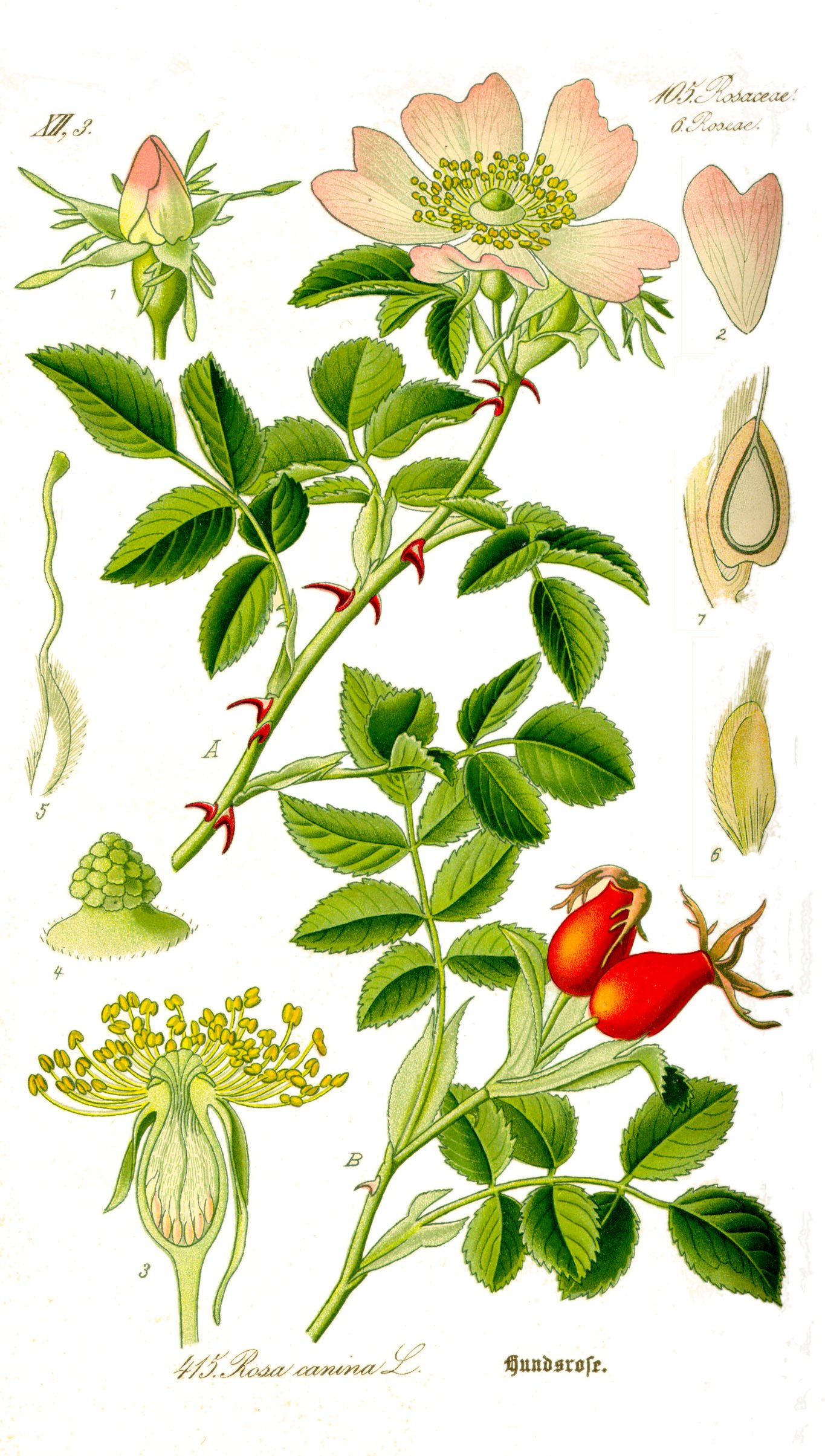
Rosa canina L.
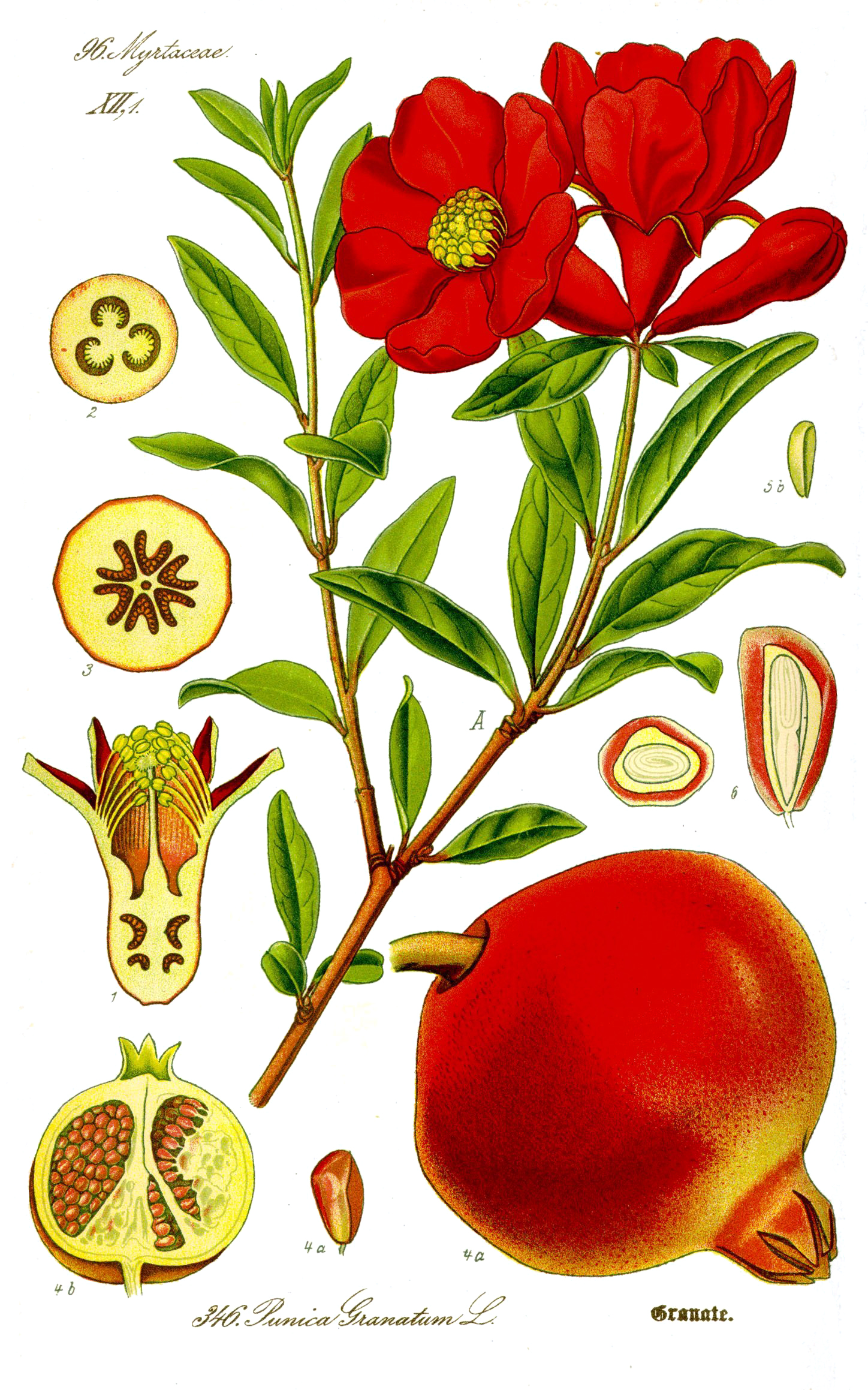
Punica granatum L.
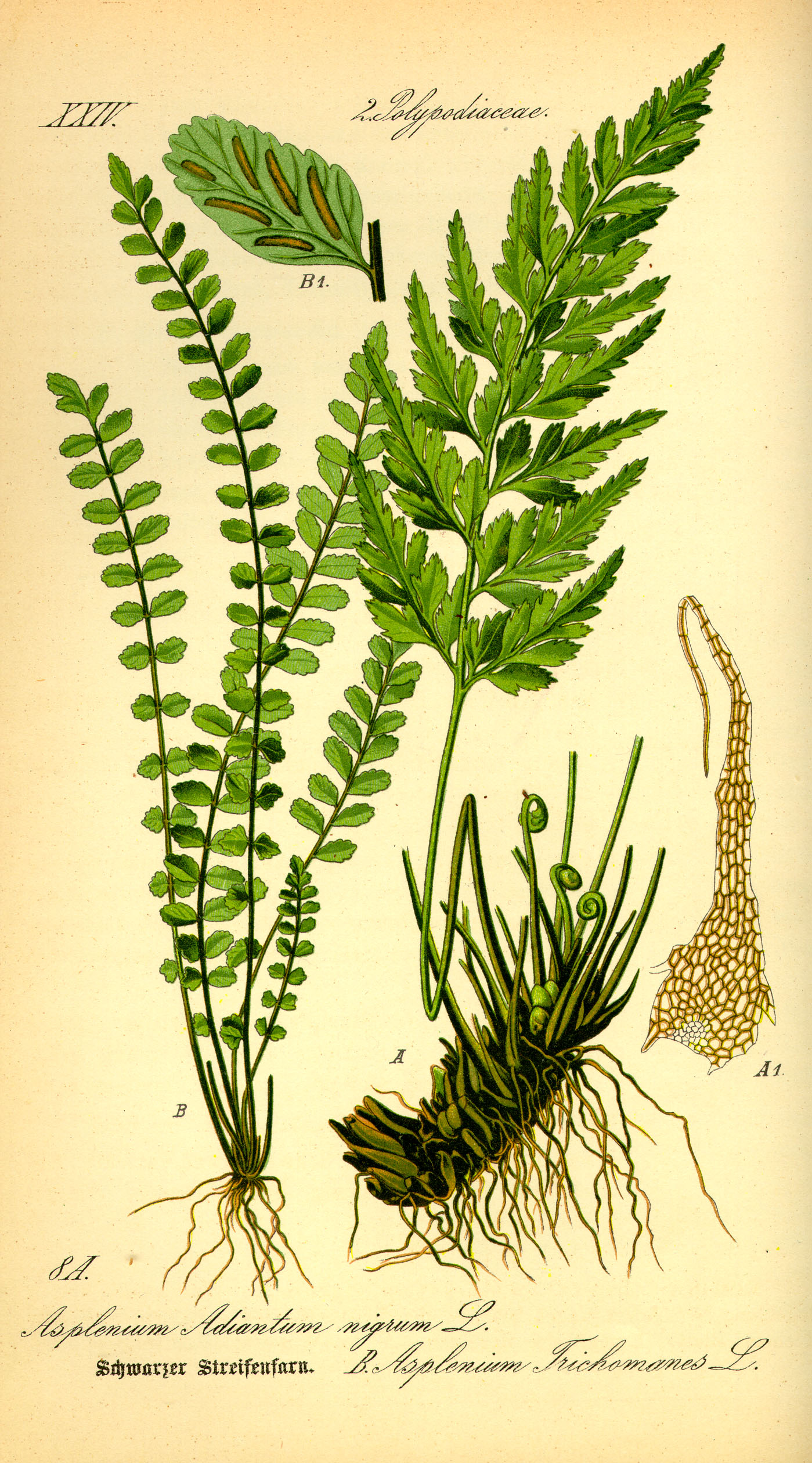
Asplenium trichomanes
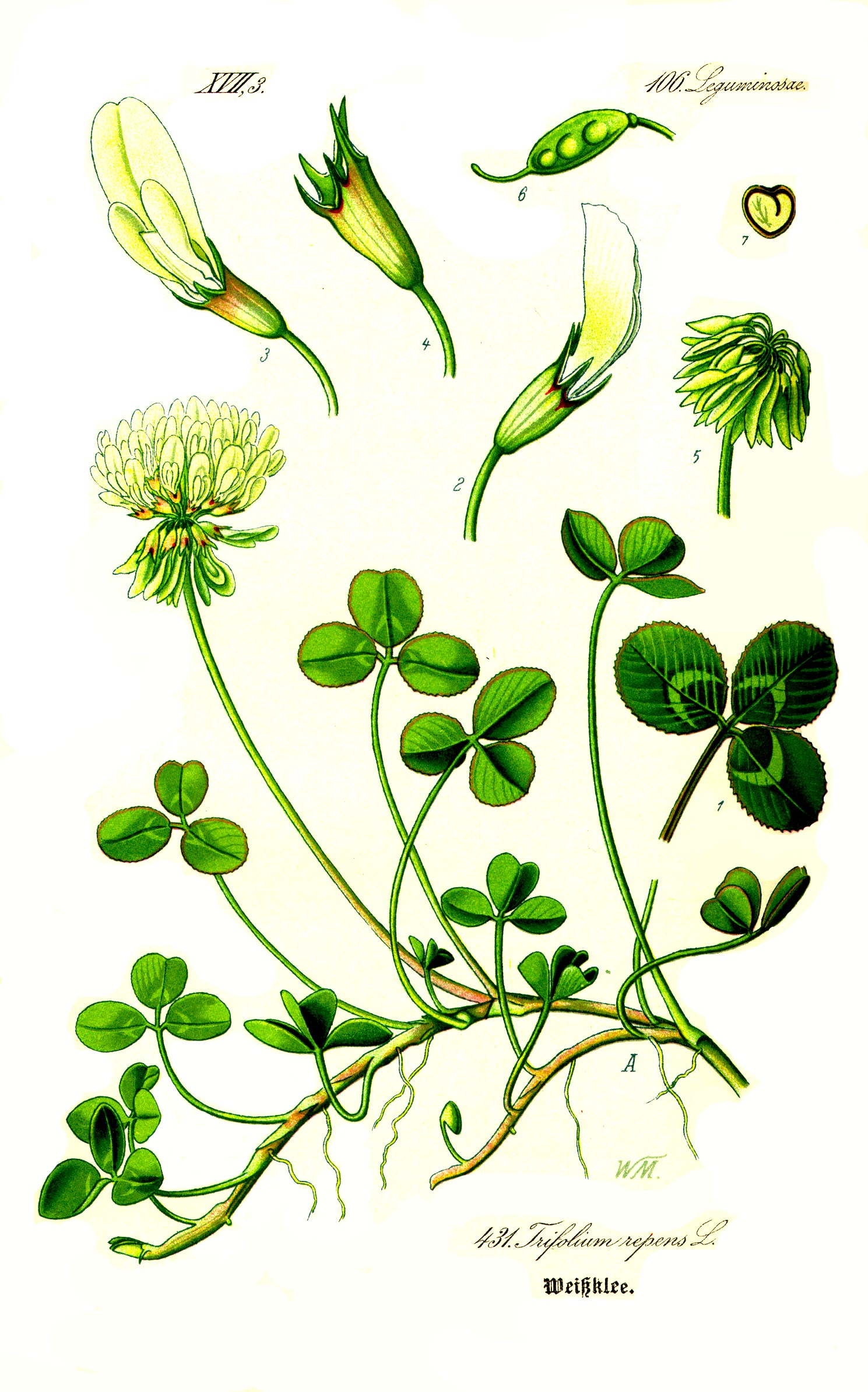
Trifolium repens L.
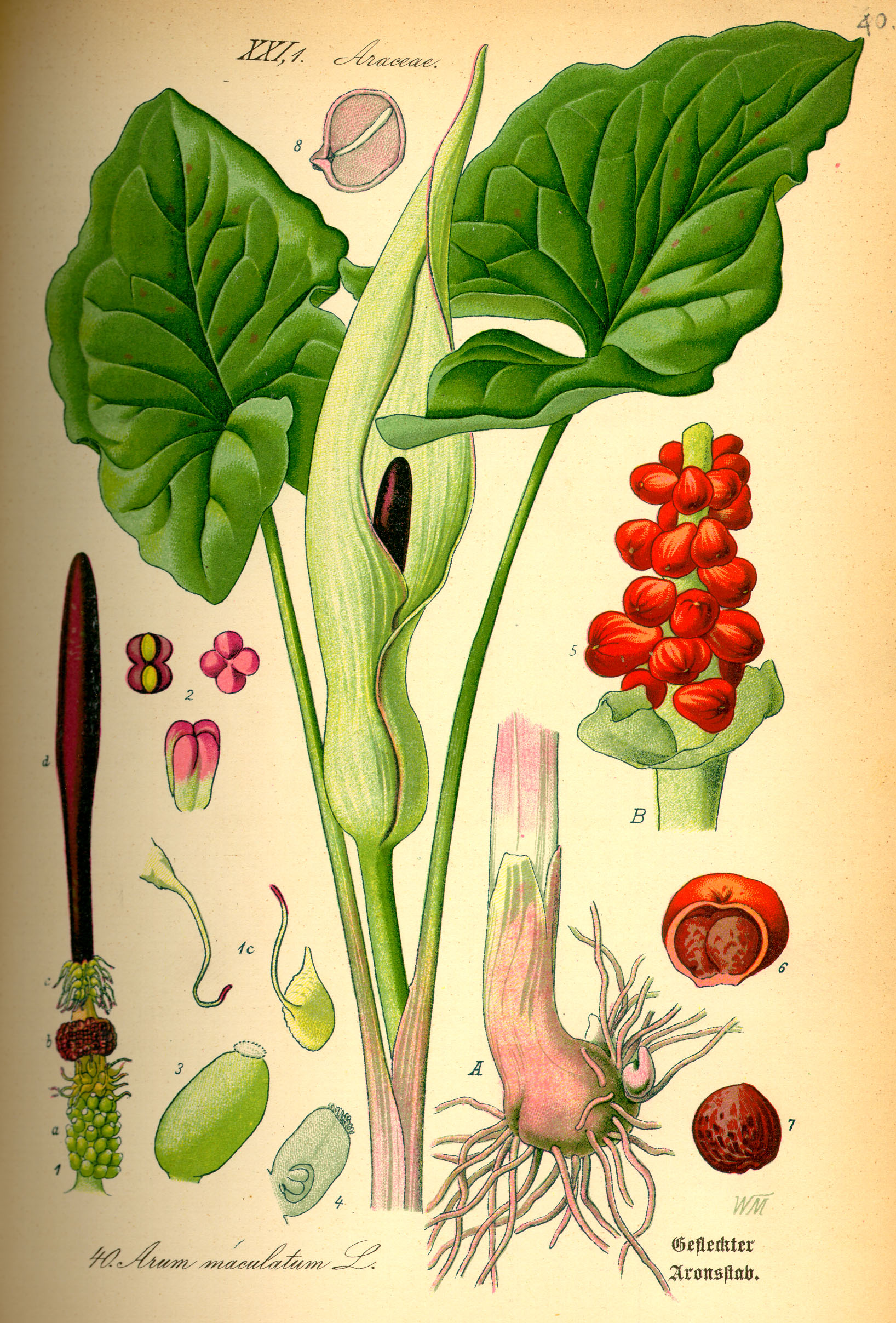
Arum maculatum